# 澳大利亚网球公开赛系列赛
澳大利亚网球公开赛系列赛（Australian Open Series，或者简称「澳网系列赛」）是每年在澳大利亚墨尔本举行的澳大利亚网球公开赛开幕之前举办的一系列网球比赛。截至2020年，有五项比赛被澳大利亚网球协会正式认定为澳大利亚网球公开赛系列赛，分布在澳大利亚各个地方举行，为每年的第一个大满贯赛事热身。 

## 比赛

### 第一周

#### ATP杯
- 小组赛/决赛：悉尼奥林匹克公园网球中心，悉尼
- 小组赛：珀斯体育馆；布里斯班昆士兰网球中心和悉尼奥林匹克公园网球中心

ATP杯是一项以国家为单位的男子网球团体比赛，场地类型为户外硬地，于2020年1月举办了第一届比赛。ATP杯赛制为将24个团队分成6组，每组4个团队，分布在澳大利亚的三个城市进行比赛。六个小组第一加上两个成绩最好的小组第二将进入到淘汰赛，淘汰赛和决赛阶段比赛在悉尼举行。
| 年份   | 冠军     | 亚军   | 得分 |
| ------ | -------- | ------ | ---- |
| 2020年 | 塞爾維亞 | 西班牙 | 2–1  |
| 2021年 | 俄羅斯   | 義大利 | 2–0  |
| 2022年 | 加拿大   | 西班牙 | 2–0  |

#### 布里斯班国际赛
- 布里斯班昆士兰网球中心

布里斯班国际赛是在昆士兰州布里斯班的室外硬地球场上进行的职业网球比赛，为男子和女子合办赛事。布里斯班国际赛是女子网球协会（WTA）组织的WTA顶级赛赛事之一，该赛事本来也是ATP世界巡回赛250系列赛事的一部分，但在举办ATP杯之后就取消了男子比赛。每年一月在昆士兰网球中心举行。
| 赛事                 | 年份 | 冠军                    | 亚军                      | 比分               |
| -------------------- | ---- | ----------------------- | ------------------------- | ------------------ |
| 女子单打 (2009–至今) | 2009 | 维多利亚·阿扎伦卡       | 瑪麗昂·巴托利             | 6–3, 6–1           |
| 女子单打 (2009–至今) | 2010 | 金·克萊斯特絲           | 贾斯汀·海宁               | 6–3, 4–6, 7–6(8–6) |
| 女子单打 (2009–至今) | 2011 | 佩特拉·克維托娃         | 安德烈婭·佩特科維奇       | 6–1, 6–3           |
| 女子单打 (2009–至今) | 2012 | 卡娅·卡内皮             | 達妮埃拉·汉图楚娃         | 6–2, 6–1           |
| 女子单打 (2009–至今) | 2013 | 塞雷娜·威廉姆斯         | 安娜斯塔西亞·帕夫柳琴科娃 | 6–2, 6–1           |
| 女子单打 (2009–至今) | 2014 | 塞雷娜·威廉姆斯 (2)     | 维多利亚·阿扎伦卡         | 6–4, 7–5           |
| 女子单打 (2009–至今) | 2015 | 玛丽亚·莎拉波娃         | 安娜·伊萬諾維奇           | 6–7(4–7), 6–3, 6–3 |
| 女子单打 (2009–至今) | 2016 | 维多利亚·阿扎伦卡 (2)   | 安潔莉克·科贝尔           | 6–3, 6–1           |
| 女子单打 (2009–至今) | 2017 | 卡羅利娜·普利什科娃     | 阿莉泽·科尔内             | 6–0, 6–3           |
| 女子单打 (2009–至今) | 2018 | 伊莉娜·斯維托莉娜       | 艾莉克珊德拉·萨斯诺维奇   | 6–2, 6–1           |
| 女子单打 (2009–至今) | 2019 | 卡羅利娜·普利什科娃 (2) | 莉希亞·朱蓮科             | 4–6, 7–5, 6–2      |
| 女子单打 (2009–至今) | 2020 | 卡羅利娜·普利什科娃 (3) | 麥迪遜·凯斯               | 6–4, 4–6, 7–5      |
| 男子单打 (2009–19)   | 2009 | 拉德克·斯泰潘內克       | 費爾南多·貝爾達斯科       | 3–6, 6–3, 6–4      |
| 男子单打 (2009–19)   | 2010 | 安迪·罗迪克             | 拉德克·斯泰潘內克         | 7–6(7–2), 7–6(9–7) |
| 男子单打 (2009–19)   | 2011 | 羅賓·索德靈             | 安迪·罗迪克               | 6–3, 7–5           |
| 男子单打 (2009–19)   | 2012 | 安迪·穆雷               | 亞歷山大·多爾戈波洛夫     | 6–1, 6–3           |
| 男子单打 (2009–19)   | 2013 | 安迪·穆雷 (2)           | 格里戈爾·季米特洛夫       | 7–6, 6–4           |
| 男子单打 (2009–19)   | 2014 | 莱顿·休伊特             | 罗杰·费德勒               | 6–1, 4–6, 6–3      |
| 男子单打 (2009–19)   | 2015 | 罗杰·费德勒             | 米洛斯·拉奥尼奇           | 6–4, 6–7(2–7), 6–4 |
| 男子单打 (2009–19)   | 2016 | 米洛斯·拉奥尼奇         | 罗杰·费德勒               | 6–4, 6–4           |
| 男子单打 (2009–19)   | 2017 | 格里戈爾·季米特洛夫     | 锦织圭                    | 6–2, 2–6, 6–3      |
| 男子单打 (2009–19)   | 2018 | 尼克·克耶高斯           | 瑞恩·哈里森               | 6–4, 6–2           |
| 男子单打 (2009–19)   | 2019 | 錦織圭                  | 丹尼爾·梅德韋傑夫         | 6–4, 3–6, 6–2      |

### 第二周

#### 阿德莱德国际赛
- 阿德莱德纪念大道公园球场

阿德莱德国际俱乐部是WTA巡回赛和ATP巡回赛的一部分。首届比赛在2020年1月举办，并将在澳大利亚网球公开赛之前的最后一周在升级后的纪念大道公园球场中举行。

#### 库场精英表演赛（英语：Kooyong Classic）
- 墨尔本库场草地网球俱乐部

库场精英表演赛是在澳大利亚网球公开赛前夕举办的一项表演赛。根据参加比赛的球员数量的不同，表演赛的形式已经改变，尽管在大多数年份中，男子单打和女子单打都具有特色。在1988年比赛移至墨尔本公园之前，库场是澳大利亚网球公开赛的主办地。

#### 霍巴特国际赛
- 霍巴特国际网球中心，霍巴特

霍巴特国际锦标赛是女子职业网球比赛，在澳大利亚霍巴特的霍巴特国际网球中心举行。自1994年以来，它一直是女子网球协会（WTA）巡回赛的一部分，并被列为WTA250巡回赛的赛事之一（以前是Tier IV以及国际赛）。它是在户外硬地比赛，并在澳大利亚网球公开赛之前一周举行。
| 比赛     | 年     | 冠军                 | 亚军                     | 分数              |
| -------- | ------ | -------------------- | ------------------------ | ----------------- |
| 女子单打 | 2009年 | 佩特拉·科维托娃      | 伊维塔·贝内索沃          | 7-5、6-1          |
| 女子单打 | 2010年 | 阿罗娜·邦达连科      | 沙哈尔·佩尔              | 6–2、6–4          |
| 女子单打 | 2011年 | 贾米拉·格罗斯        | 毕丹妮·马泰克·桑德斯     | 6–4、6–3          |
| 女子单打 | 2012年 | 莫娜·巴特尔          | 雅尼娅·维克梅耶尔        | 6–1、6–2          |
| 女子单打 | 2013年 | 葉連娜·韋斯寧娜      | 莫娜·巴特尔              | 6–3、6–4          |
| 女子单打 | 2014年 | 加尔比尼·穆古鲁扎    | 克拉拉·库卡洛娃          | 6–4、6–0          |
| 女子单打 | 2015年 | 希瑟·沃森            | 麦迪逊·布伦格            | 6–3、6–4          |
| 女子单打 | 2016年 | 阿里兹·科内特        | 尤金妮·布沙尔            | 6–1、6–2          |
| 女子单打 | 2017年 | 埃莉斯·梅尔滕斯      | 莫妮卡·尼库列斯库        | 6–3、6-1          |
| 女子单打 | 2018年 | 埃莉斯·梅尔滕斯（2） | 米哈埃拉·布赞涅斯库      | 6–1、4–6、6–3     |
| 女子单打 | 2019年 | 索非亚·肯宁          | 安娜·卡罗琳娜·施米德洛娃 | 6–3、6–0          |
| 女子单打 | 2020年 | 埃琳娜·莱巴金娜      | 张帅                     | 7–6 （9–7） ，6–3 |

### 第三周和第四周：澳网
年度四大满贯的第一项赛事，通常在1月的第二个星期在墨尔本的墨尔本公园连续举办两周。 2020年的比赛在2月的第一周结束，2021年则在2月的第二周进行。

## 停办赛事

### 霍普曼杯
- 珀斯竞技场，珀斯

霍普曼杯是是由八个国家参加的男女混合团体赛，参赛的每个国家派出一男一女组合参加比赛。比赛最初在Burswood穹顶球场举行，在2014年移至珀斯竞技场。由于澳大利亚举办了ATP杯，该赛事最终停止举办。霍普曼杯曾经吸引了数位顶级球员，其中包括罗杰·费德勒，他与同胞贝琳达·本西奇赢得了最后一届霍普曼杯赛事冠军。
| 屆 | 年份 | 優勝隊伍 | 選手                                                                            |
| -- | ---- | -------- | ------------------------------------------------------------------------------- |
| 31 | 2019 | 瑞士     | 羅傑·費德勒（Roger Federer） 貝琳達·賓錫絲（Belinda Bencic）                    |
| 30 | 2018 | 瑞士     | 羅傑·費德勒（Roger Federer） 貝琳達·賓錫絲（Belinda Bencic）                    |
| 29 | 2017 | 法國     | 里夏爾·加斯凱（Richard Gasquet） 克里斯蒂娜·美拉德諾維奇（Kristina Mladenovic） |
| 28 | 2016 |          | 尼克·基里奧斯（Nick Kyrgios） 達里婭·加夫里洛娃（Daria Gavrilova）              |
| 27 | 2015 | 波蘭     | 傑西·詹努維克茲（Jerzy Janowicz） 阿格涅什卡·拉德萬斯卡（Agnieszka Radwańska）  |
| 26 | 2014 | 法國     | 若-威爾弗里德·特松加（Jo-Wilfried Tsonga） 阿莉澤·科爾內（Alize Cornet）        |
| 25 | 2013 | 西班牙   | 費爾南多·貝爾達斯科（Fernando Verdasco） 安娜貝爾·梅迪娜（Anabel Medina）       |
| 24 | 2012 | 捷克     | 托馬什·貝爾迪赫（Tomáš Berdych） 佩特拉·克維托娃（Petra Kvitová）               |
| 23 | 2011 | 美国     | 約翰·伊斯內爾（John Isner） 比丹妮·瑪蒂克-桑茲（Bethanie Mattek-Sands）         |
| 22 | 2010 | 西班牙   | 托米·羅布雷多（Tommy Robredo） 瑪麗亞·桑切斯（Martínez Sánchez）                |
| 21 | 2009 | 斯洛伐克 | 多米尼克·赫巴蒂（Dominik Hrbatý） 多米尼卡·齐布尔科娃（Dominika Cibulková）     |
| 20 | 2008 | 美国     | 费什（Mardy Fish） 塞萊娜·威廉士（Serena Williams）                             |
| 19 | 2007 | 俄羅斯   | 德米特裡·圖爾蘇諾夫（Dmitry Tursunov） （Nadia Petrova）                        |
| 18 | 2006 | 美国     | 泰勒·丹特（Taylor Dent） 麗莎·雷蒙（Lisa Raymond）                              |
| 17 | 2005 | 斯洛伐克 | 多米尼克·赫巴蒂（Dominik Hrbatý） （Daniela Hantuchová）                        |
| 16 | 2004 | 美国     | 詹姆斯·布莱克（James Blake） 達文波特（Lindsay Davenport）                      |
| 15 | 2003 | 美国     | 詹姆斯·布莱克（James Blake） 塞萊娜·威廉士（Serena Williams）                   |
| 14 | 2002 | 西班牙   | 托米·罗布雷多（Tommy Robredo） 桑切斯 （Arantxa Sánchez Vicario）               |
| 13 | 2001 | 瑞士     | 罗杰·费德勒（Roger Federer） 玛蒂娜·辛吉斯（Martina Hingis）                    |
| 12 | 2000 | 南非     | 韋恩·費雷拉（Wayne Ferreira） 阿曼達·柯茲兒（Amanda Coetzer）                   |
| 11 | 1999 |          | 馬克·菲利普西斯（Mark Philippoussis） 耶莱娜·多基奇（Jelena Dokić）             |
| 10 | 1998 | 斯洛伐克 | 卡羅爾·庫切拉（Karol Kučera） 卡琳娜·哈蘇朵娃（Karina Habšudová）               |
| 9  | 1997 | 美国     | 賈斯汀·吉梅爾斯托布（Justin Gimelstob） 嬋達·魯賓（Chanda Rubin）               |
| 8  | 1996 |          | 戈兰·伊万尼塞维奇（Goran Ivanišević） 伊娃·瑪喬莉（Iva Majoli）                 |
| 7  | 1995 | 德国     | （Boris Becker） 安克·胡貝爾（Anke Huber）                                      |
| 6  | 1994 | 捷克     | 佩特·科爾達（Petr Korda） 諾沃特娜（Jana Novotná）                              |
| 5  | 1993 | 德国     | 米夏埃爾·施蒂希（Michael Stich） 施特菲·格拉芙（Steffi Graf）                   |
| 4  | 1992 | 瑞士     | 雅各布·赫拉塞克（Jakob Hlasek） 瑪努埃拉·馬列娃（Manuela Maleeva-Fragniere）    |
| 3  | 1991 | 南斯拉夫 | 戈兰·普尔皮奇（Goran Prpić） 莫妮卡·塞莱斯（Monica Seles）                      |
| 2  | 1990 | 西班牙   | 埃米利奥·桑切斯（Emilio Sánchez） 桑切斯（Arantxa Sánchez Vicario）             |
| 1  | 1989 | 捷克     | 米洛斯拉夫·梅奇日（Miloslav Mečíř） 海倫娜·蘇科娃（Helena Suková）              |

### 悉尼国际赛
- 悉尼奥林匹克公园网球中心，悉尼

悉尼国际赛（以前称为新南威尔士州冠军赛和新南威尔士州公开赛）在澳大利亚公开赛的男女比赛中进行。这项赛事在2020年被从日程表中删除，为ATP杯赛让路。 2022年以悉尼网球精英赛的名称再次举办。

### 世界网球挑战赛
- 阿德莱德纪念大道公园

世界网球挑战赛是在南澳大利亚州阿德莱德举行澳网公开赛前一周举行的为期三天的表演比赛。比赛是由退役球员组成的联盟。它通常有四支球队，每支球队有两名球员，一个“传奇”球员和一个现役球员被配对到不同的区域，例如美洲队还是代表他们的国家队。

### 2021年墨尔本夏季系列赛
由于2019冠状病毒病疫情期间，澳大利亚政府对国际和国内旅行的限制，在2021年，大多数常规比赛都被转移到了澳大利亚网球公开赛主办地墨尔本公园或根本没有举行。 2021年ATP杯被转移到墨尔本公园，但减少到12支球队，同时在墨尔本公园举行了两场WTA赛事（吉普斯兰冠军赛和雅拉山谷精英赛）和两次ATP赛事（大洋路公开赛和墨累河公开赛），为2021年澳大利亚网球公开赛热身。后来又增加了一项WTA锦标赛，即“格兰屏冠军赛”，以供那些抵达澳大利亚后必须进行严格检疫措施的球员参加，以为澳网做准备。在澳网举办的第二周和举办后一周内，又举行了另外两项WTA比赛：菲利普岛冠军赛和阿德莱德国际赛。除了阿德莱德国际赛之外，所有新赛事都在墨尔本公园举行，都以维多利亚州的多个经典景点命名，统一被称作「墨尔本夏季系列赛」(Melbourne Summer Series)。